# 金诵盘
金诵盘（1894年—1958年），字日新，祖籍浙江，江苏省吴江黎里镇杨墅村人，中医世家。黄埔军校创建初期任学校上校军医处长。北伐开始后任国民革命军总司令部军医处少将处长。

## 生平
1908年从嘉兴秀水中学毕业，考入同济德文医学堂，与朱家骅是同班同学。1915年本科毕业。1916年任浙江督军府朱瑞之下任军医。不久辞职，1918年在新婚夫人谭郁芳资助下在上海萨坡赛路开设私人崇仁医院，中西医结合。结识孙中山、蒋介石和戴季陶等革命党人，资助孙中山革命。与蒋介石、戴季陶是结拜兄弟。1924年平定商团叛乱后，孙中山为蒋介石、戴季陶、金诵盘3人的4子分别取名为蒋经国、蒋纬国、戴安国、金定国。
黄埔军校创办后，金诵盘应邀前往任该校第二三四期上校军医处处长，兼广州军医补习所教务长。北伐开始后任国民革命军北伐军上校卫生处处长。1928年11月任国民政府卫生部统计司司长。后回上海开办静安医院。
抗战爆发后，将静安医院6间病房12个床位的全部医疗设备及一切药品器械等捐献给红十字会，1937年9月赴南京任国民政府军事委员会军医署野战救护处中将处长，11月20日奉命组织第二救护总队。南京沦陷时避难于上海路上的美国大使馆内，后又被劝说转移到金陵女子大学内的难民营。1938年2月26日化装美国教会神职人员由无锡、上海转道香港至武汉。任国民政府卫生勤务部，军医署卫生监察委员会主任、陆海空总司令部卫生处处长、卫生部统计司司长等职，赴重庆后任军医署副主任、院长。1938年冬作为重庆当局代表赴延安慰问八路军伤病员，与毛泽东、周恩来及中国共产党其他几位领导人晤谈、合影。
抗战胜利后，任国民政府参议、考试院顾问，兼南京医师公会理事长，开办国医训练班，致力于培养医卫人才。1946年，当选全国医师公会联合会理事长。1946年底向东京国际军事法庭提供证词，以陷京3个月所见所闻控诉日军制造的南京大屠杀。1948年由南京迁。1949年返故乡黎里设所行医。
1951年镇反运动被捕，先被判死缓，后改判有期徒刑两年。周恩来从黄炎培、劭力子处闻讯后电示华东军政委员会“查明金诵盘下落，予以特殊照顾。”释放后1952年到无锡任苏南行署卫生建设委员会副主任。1953年任江苏省爱国卫生运动委员会驻会委员，后任江苏省卫生厅顾问、江苏省政协委员。 1958年因胰腺癌病逝。

## 家人
- 夫人谭郁芳
- 儿子金定国，后改名金勉之，在合肥江淮汽车制造厂工人退休。
  - 其子金亶、金聪